# Franchise (Medien)

Das Logo von Pokémon, dem erfolgreichsten Medien-Franchise aller Zeiten

Franchise (auch: Medien-Franchise oder Universum) ist eine Form der Verwendung sowie Verwaltung und Lizenzierung von Marken und anderen Immaterialgütern an einem medialen Werk (Franchising), die über den ursprünglichen Autor, dessen Verleger, den Entstehungskontext und die ursprüngliche Medienform hinausreichen. Media-Franchising findet am häufigsten in Form von Merchandising statt, hat sich aber weit darüber hinaus entwickelt.
Erfolgreiche mediale Werke – wie Bücher, Filme oder auch Computerspiele – enthalten häufig über den ursprünglichen Kontext hinaus verwertbare Inhalte. Es kann sich dabei um Figuren, Handlungsstränge, Spielorte oder Objekte handeln, die einerseits durch das Urheberrecht zugunsten des ursprünglichen Autors und seines Verlegers geschützt sind, andererseits Publikumsinteresse darüber hinaus erzeugen. Autor oder Verlag können diese Rechte an andere Verwerter lizenzieren, die bildliche Darstellungen oder beispielsweise Spielfiguren verkaufen, Handlungsstränge in neuen Büchern oder Filmen fortsetzen oder Computer- oder auch Brettspiele entwerfen, die auf der Vorlage basieren.
Während es bereits früher Lizenzierungen in Form von Marketingkooperation vor allem rund um die James-Bond-Filmreihe gab, bei denen im Film Produktplatzierung stattfand und anschließend die im Film verwendeten Produkte mit der Figur James Bond und dem 007-Logo werben konnten, gilt der Film Krieg der Sterne von 1977 als erste umfangreiche Anwendung von Media-Franchising. Der Autor und Regisseur George Lucas hatte sich die Merchandising-Rechte vorbehalten und konnte erstmals in der Filmgeschichte umfangreiche Lizenzverträge zur Herstellung von Spielfiguren abschließen; es folgten Bücher, die im Star-Wars-Universum spielten, Computerspiele, Fernsehserien und weitere Vermarktungsformen.

## Umsatzstärkste Franchises
Die folgende Liste ist nach Gesamtumsatz sortiert. Außerdem ist ganz am Anfang der Tabelle der Rang angegeben, der angibt, welchen Rang das jeweilige Franchise belegt mit seinem Gesamtumsatz.
| Rang | Gesamtumsatz    | Franchise                     | Entstehungsjahr | Startgenre    | Erfinder                                          | Eigentümer                                                                                     |
| ---- | --------------- | ----------------------------- | --------------- | ------------- | ------------------------------------------------- | ---------------------------------------------------------------------------------------------- |
| 1    | 88 Milliarden   | Pokémon                       | 1996            | Videospiel    | Satoshi Tajiri                                    | The Pokémon Company                                                                            |
| 2    | 52,2 Milliarden | Mickey Mouse & Friends        | 1928            | Animation     | Walt Disney, Ub Iwerks                            | The Walt Disney Company                                                                        |
| 3    | 48,5 Milliarden | Winnie the Pooh               | 1924            | Buch          | A. A. Milne, E. H. Shepard                        | The Walt Disney Company                                                                        |
| 4    | 46,7 Milliarden | Star Wars                     | 1977            | Film          | George Lucas                                      | Lucasfilm                                                                                      |
| 5    | 45,4 Milliarden | Disney Prinzessinnen          | 2000            | Animation     | Andy Mooney                                       | The Walt Disney Company                                                                        |
| 6    | 38,4 Milliarden | Anpanman                      | 1973            | Bilderbuch    | Takashi Yanase                                    | Froebel-kan                                                                                    |
| 7    | 34,5 Milliarden | Wizarding World               | 1997            | Roman         | Joanne K. Rowling                                 | Warner Bros.                                                                                   |
| 8    | 33,9 Milliarden | Barbie                        | 1987            | Spielzeug     | Ruth Handler                                      | Mattel                                                                                         |
| 9    | 32,3 Milliarden | Marvel Cinematic Universe     | 2008            | Film          | Stan Lee, Jack Kirby                              | Marvel Studios Sony Pictures (Spider-Man-Filmreihe) Universal Pictures (Der unglaubliche Hulk) |
| 10   | 31 Milliarden   | Call of Duty                  | 2003            | Videospiel    | Steve Fukuda, Zied Rieke                          | Activision Blizzard                                                                            |
| 11   | 29,6 Milliarden | Batman                        | 1939            | Comic         | Bob Kane, Bill Finger                             | DC Comics                                                                                      |
| 12   | 28,3 Milliarden | Hello Kitty                   | 1974            | Figur         | Yuko Shimizu, Shintaro Tsuji                      | Sanrio                                                                                         |
| 13   | 25,4 Milliarden | Spider-Man                    | 1962            | Comic         | Stan Lee, Steve Ditko                             | Marvel Entertainment Sony Pictures                                                             |
| 14   | 25 Milliarden   | Transformers                  | 1984            | Animation     | Shōji Kawamori, Kazutaka Miyatake                 | Takara Tomy Hasbro                                                                             |
| 15   | 22 Milliarden   | Dungeon Fighter Online        | 2005            | Videospiel    | Neople                                            | Nexon, Tencent                                                                                 |
| 16   | 21,5 Milliarden | Cars                          | 2006            | Animation     | John Lasseter                                     | Pixar                                                                                          |
| 17   | 20 Milliarden   | Candy Crush Saga              | 2012            | Handyspiel    | King                                              | Activision Blizzard                                                                            |
| 18   | 17,4 Milliarden | Teenage Mutant Ninja Turtles  | 1984            | Comic         | Kevin Eastman, Peter Laird                        | Nickelodeon                                                                                    |
| 19   | 15,9 Milliarden | Looney Tunes                  | 1930            | Animation     | Hugh Harman, Rudolf Ising                         | Warner Bros.                                                                                   |
| 20   | 15,8 Milliarden | Dora                          | 2000            | Zeichentrick  | Chris Gifford, Valerie Walsh, Eric Weiner         | Nickelodeon                                                                                    |
| 21   | 15,4 Milliarden | Pac-Man                       | 1980            | Videospiel    | Toru Iwatani                                      | Bandai Namco Holdings                                                                          |
| 22   | 15,2 Milliarden | Der König der Löwen           | 1994            | Zeichentrick  | Roger Allers, Rob Minkoff                         | The Walt Disney Company                                                                        |
| 23   | 14,8 Milliarden | Toy Story                     | 1995            | Animation     | John Lasseter                                     | Pixar                                                                                          |
| 24   | 14,4 Milliarden | James Bond                    | 1953            | Roman         | Ian Fleming                                       | Danjaq Metro-Goldwyn-Mayer                                                                     |
| 24   | 14,4 Milliarden | Die Peanuts                   | 1950            | Comicstrip    | Charles M. Schulz                                 | Sony Music Japan Peanuts Worldwide LLC                                                         |
| 24   | 14,4 Milliarden | PAW Patrol                    | 2013            | Animation     | Keith Chapman                                     | Spin Master                                                                                    |
| 25   | 14,3 Milliarden | Die Rächer                    | 1963            | Comic         | Stan Lee, Jack Kirby                              | Marvel Entertainment                                                                           |
| 26   | 13,9 Milliarden | Die Eiskönigin                | 2013            | Animation     | Chris Buck, Jennifer Lee, Hans Christian Andersen | The Walt Disney Company                                                                        |
| 26   | 13,9 Milliarden | Space Invaders                | 1978            | Videospiel    | Tomohiro Nishikado                                | Taito                                                                                          |
| 27   | 13,7 Milliarden | SpongeBob Schwammkopf         | 1999            | Zeichentrick  | Stephen Hillenburg                                | Nickelodeon                                                                                    |
| 28   | 12,4 Milliarden | Warcraft                      | 1994            | Videospiel    | Allen Adham, Frank Pearce, Michael Morhaime       | Activision Blizzard                                                                            |
| 29   | 11,3 Milliarden | Ich – Einfach unverbesserlich | 2010            | Animation     | Sergio Pablos                                     | Illumination                                                                                   |
| 30   | 10,7 Milliarden | Star Trek                     | 1966            | Fernsehserie  | Gene Roddenberry                                  | Paramount Global                                                                               |
| 30   | 10,7 Milliarden | Street Fighter                | 1987            | Videospiel    | Takashi Nishiyama, Hiroshi Matsumoto              | Capcom                                                                                         |
| 31   | 10 Milliarden   | Rilakkuma                     | 2003            | Manga         | Aki Kondo                                         | San-X                                                                                          |
| 31   | 10 Milliarden   | Monster Strike                | 2013            | Handyspiel    | Yoshiki Okamoto                                   | Mixi                                                                                           |
| 32   | 9,98 Milliarden | Grand Theft Auto              | 1997            | Videospiel    | David Jones, Mike Dailly                          | Rockstar Games                                                                                 |
| 33   | 9,45 Milliarden | Dragon Ball                   | 1984            | Manga         | Akira Toriyama                                    | Akira Toriyama Bird Studio Tōei Animation Bandai Namco                                         |
| 34   | 9,19 Milliarden | Angry Birds                   | 2009            | Videospiel    | Jaakko Iisalo                                     | Rovio Entertainment                                                                            |
| 35   | 9,12 Milliarden | Thomas, die kleine Lokomotive | 1945            | Buch          | Wilbert Awdry, Christopher Awdry                  | Egmont Group Mattel                                                                            |
| 36   | 9 Milliarden    | Fortnite                      | 2017            | Computerspiel | Epic Games                                        | Epic Games Tencent                                                                             |
| 37   | 8,82 Milliarden | Jurassic Park                 | 1990            | Roman         | Michael Crichton                                  | Universal Pictures Amblin Entertainment                                                        |
| 38   | 8,74 Milliarden | Demon Slayer                  | 2016            | Manga         | Koyoharu Gotōge                                   | Koyoharu Gotōge Shūeisha Tōhō                                                                  |
| 39   | 8,67 Milliarden | Super Sentai / Power Rangers  | 1975            | Fernsehserie  | Shotaro Ishinomori, Haim Saban, Shuki Levy        | Tōei Hasbro                                                                                    |
| 40   | 8,60 Milliarden | Super Mario                   | 1981            | Videospiel    | Shigeru Miyamoto                                  | Nintendo                                                                                       |
| 41   | 7,91 Milliarden | Fast & Furious                | 2001            | Film          | Gary Scott Thompson                               | Universal Pictures                                                                             |
| 42   | 7,90 Milliarden | Fluch der Karibik             | 2003            | Film          | Marc Davis, Gore Verbinski, Jerry Bruckheimer     | The Walt Disney Company                                                                        |
| 43   | 7,85 Milliarden | Ben 10                        | 2005            | Zeichentrick  | Man of Action Studios, Cartoon Network Studios    | Cartoon Network                                                                                |